# Уайтхаус, Пол
Пол Уайтха́ус (англ. Paul Whitehouse; 17 мая 1958, Стэнлитаун, Гламорган, Уэльс, Великобритания) — английский актёр, кинорежиссёр, сценарист, кинопродюсер и певец.

## Биография
Пол Уайтхаус родился 17 мая 1958 года в Стэнлитауне (графство Гламорган, Уэльс, Великобритания) в семье работника фирмы по производству угля и оперной певицы. В 1962 году Пол переехал в Англию вместе со своей семьёй.

## Карьера
Дебютировал в кино в 1989 году, сыграв несколько ролей в телесериале «Час с Джонатаном Россом». В 2004 году сыграл роль сэра Кадогана в фильме «Гарри Поттер и узник Азкабана». Всего он сыграл в 44-х фильмах и телесериалах.
Также Пол является режиссёром, сценаристом, продюсером и певцом.

## Личная жизнь
Пол разведён. У бывших супругов есть трое дочерей: Молли Уайтхаус, Софи Уайтхаус и Лорен Уайтхаус.

## Избранная фильмография
| Год  |    | Русское название              | Оригинальное название                     | Роль                                               |
| ---- | -- | ----------------------------- | ----------------------------------------- | -------------------------------------------------- |
| 1989 | с  | Час с Джонатаном Россом       | One Hour with Jonathan Ross               | разные персонажи                                   |
| 1990 | с  | Шоу Фрая и Лори               | A Bit of Fry & Laurie                     | мужчина в аудитории                                |
| 1991 | тф | Разрядка смехом               | Comic Relief                              | Майк Смэш                                          |
| 1999 | тф | Дэвид Копперфилд              | David Copperfield                         | ростовщик                                          |
| 2000 | ф  | Кевин и Перри уделают всех    | Kevin & Perry Go Large                    | вышибала 1                                         |
| 2004 | ф  | Гарри Поттер и узник Азкабана | Harry Potter and the Prisoner of Azkaban  | сэр Кадоган                                        |
| 2004 | ф  | Волшебная страна              | Finding Neverland                         | менеджер сцены                                     |
| 2005 | с  | Шоу Кэтрин Тейт               | The Catherine Tate Show                   | папа                                               |
| 2005 | мф | Труп невесты                  | Corpse Bride                              | Уильям Ван Дорт/Мэйхю/метрдотель Пол (озвучивание) |
| 2009 | тф | Разрядка смехом               | Comic Relief                              | Эван Дэвис/Тео Профитрол/Данкан Гильотин           |
| 2017 | ф  | Истории призраков             | Ghost Stories                             | Тони Мэттьюз / больничный уборщик                  |
| 2017 | ф  | Смерть Сталина                | The Death of Stalin                       | Анастас Микоян                                     |
| 2018 | ф  | Король воров                  | King of Thieves                           | Карл Вуд                                           |
| 2019 | ф  | История Дэвида Копперфилда    | The Personal History of David Copperfield | мистер Пегготи                                     |